# 桜型駆逐艦
桜型駆逐艦（さくらかたくちくかん）は、日本海軍の二等駆逐艦。

## 計画
海風型と並行して、1907年(明治40年)に計画された中型駆逐艦。基本計画番号F10。海風型は大型駆逐艦として一挙に排水量1,000トンを超える大きさ(後に一等駆逐艦とされる大きさ)になったが、駆逐艦は数をそろえる必要があり、予算の制約で一等駆逐艦は多数建造できない。そこで一等駆逐艦と平行して中型の二等駆逐艦が建造されたと推定されている。当初は神風型3隻を建造の予定だったが小型(約400トン弱)過ぎるとされ、排水量を600トンに増した中型駆逐艦2隻を建造することになった。その後に大正末の若竹型まで続く二等駆逐艦51隻の第1弾となった。

## 艦名
二等駆逐艦の第1艦、第2艦であり、植物の名が初めて使われた。艦名は宮廷の紫宸殿の左右に並べて植えられた「左近の桜」「右近の橘」に因んで命名された。

## 艦型
海風型はイギリス海軍の最新駆逐艦トライバル級を参考にして設計されており、本型は海風型をそのまま小型化したような艦型となった。
艦首形状は従来のホエールバック型から低船首楼を持つクリッパー型となり、この形式のプロトタイプとなった。
機関は海風型がタービンを採用したのに対し、海風型の実績を見るまでタービン搭載を見合わせ、従来のレシプロエンジンを搭載した。ただし、従来の駆逐艦がレシプロ2基2軸なのに対し、エンジンは「浦波」(神風型の最後の3隻のうちの1隻)のレシプロ機関そのままで、その数を1基増やし3基3軸とした。機械室は前後2室になり、前部機械室で左右のスクリューを、後部機械室で中央のスクリューを駆動した。竣工時に3本の煙突は同じ高さだったが、第1煙突は1917年(大正6年)頃に高さを増した。
砲装は艦首に4.7インチ(12cm)砲1門を装備した。3インチ(8cm)砲は左右舷側に1門ずつ、艦後方の中心線上に2門の計4門、魚雷発射管は18インチ(45cm)連装発射管を艦の前後に1基ずつ装備した。これは海風型と比較して雷装は同じ、砲装は12cm、8cmともに1門少ないだけであり、艦型に比較して重武装だった。

## 運用
2隻とも舞鶴海軍工廠で建造、「橘」は「桜」より1カ月遅れで起工、進水、竣工となった。竣工後は2隻で第十七駆逐隊を編成、後に「樺」「桐」とともに4隻で第二十一駆逐隊を編成した。「橘」は1923年(大正12年)から1925年(大正14年)には旅順防備隊所属となり、同方面を頻繁に行動した。両艦とも非常に長期の在籍となり、1928年(昭和3年)の「鳳翔」の直衛兼救難任務を最後とし、1932年(昭和7年)4月1日に2隻とも除籍された。
第1次世界大戦の勃発により本型を元にして樺型駆逐艦が急遽建造、量産された。この点で本型の意義は非常に大きかった。

## 同型艦

### 桜（さくら）
仮称艦名は第三十三号駆逐艦。1911年(明治44年)3月31日舞鶴海軍工廠で起工、同年12月20日進水、1912年(明治45年)5月21日竣工。1932年(昭和7年)4月1日除籍。

### 橘（たちばな）
仮称艦名は第三十四号駆逐艦。1911年4月29日舞鶴海軍工廠で起工、1912年1月27日進水、1912年6月25日竣工。1932年4月1日除籍。

## 駆逐隊の変遷
桜型は2隻で第17駆逐隊を編成したが、4隻定数の駆逐隊には2隻足りないため、樺型駆逐艦の樺、桐を編入して定数を満たした。

## 第十七駆逐隊→第二十一駆逐隊
佐世保鎮守府籍の桜・橘で編成。後に樺型駆逐艦の樺・桐を編入して定数を満たした。大正7年4月1日、佐鎮の駆逐隊は第二十一～第三十までの番号に揃えられたため、第二十一駆逐隊に改称した。所属部隊と所属駆逐艦の変遷は以下のとおり。各艦の艦歴は各艦の項目を参照。
1912年（明治45年）6月25日:桜、橘で編成。佐世保鎮守府佐世保水雷団。
1914年（大正3年）8月18日:第一艦隊第一水雷戦隊。
1915年（大正4年）3月5日:竣工した樺を編入。
1915年（大正4年）4月22日:竣工した桐を編入。
1915年（大正4年）12月5日:佐世保鎮守府佐世保水雷団。
1916年（大正5年）12月1日:第一艦隊第一水雷戦隊。
1917年（大正6年）2月7日:第一艦隊。
1917年（大正6年）12月1日:第二艦隊第二水雷戦隊。
1918年（大正7年）4月1日:第二十一駆逐隊に改称。
1918年（大正7年）12月1日:馬公要港部に派遣。
1923年（大正12年）5月10日:佐世保鎮守府佐世保防備隊。
1923年（大正12年）12月1日:旅順防備隊。
1925年（大正14年）4月1日:佐世保鎮守府予備艦。
1926年（大正15年）12月1日:連合艦隊付属。
1927年（昭和2年）12月1日:佐世保鎮守府予備艦。
1932年（昭和7年）4月1日:所属艦の除籍を機に解隊。